# Riccardo Ghione
Riccardo Ghione (né le 22 février 1922 à Acqui Terme, dans la région du Piemont, en Italie et mort en 2003) est un réalisateur, scénariste et producteur de cinéma italien.

## Biographie

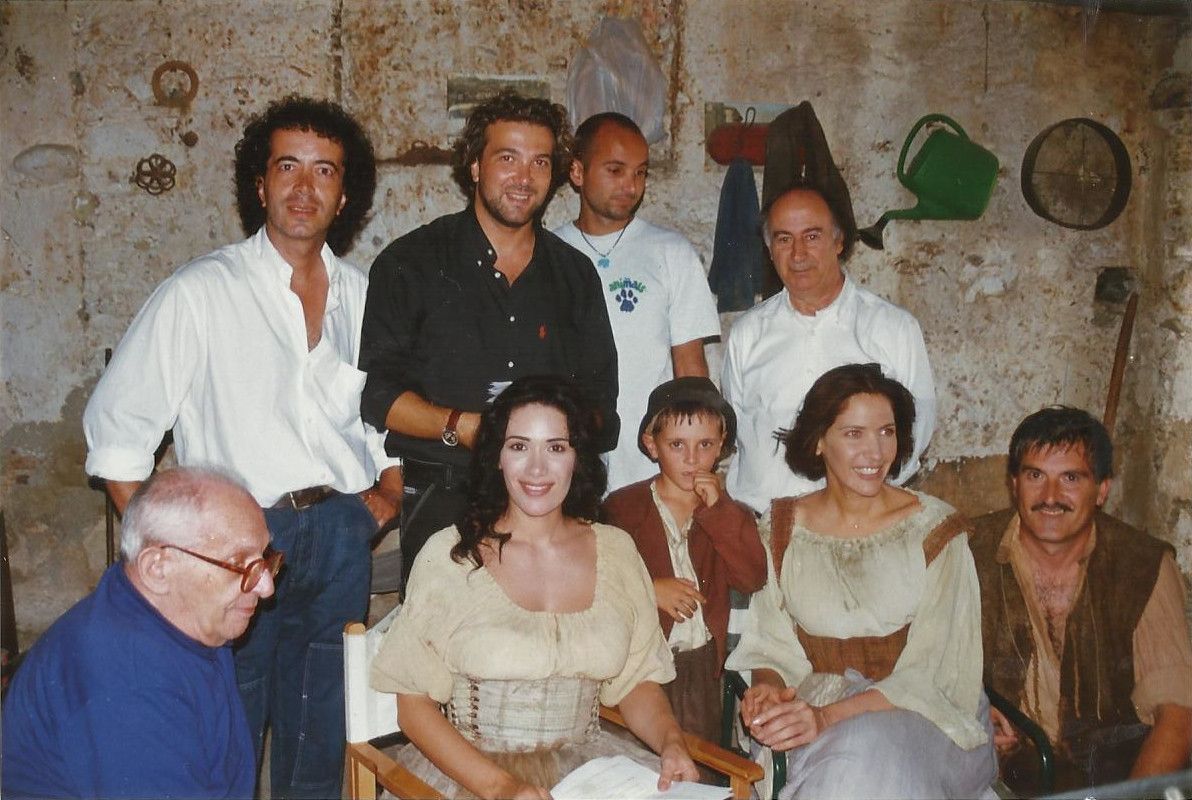
Riccardo Ghione, en bas à gauche, en 1999.

En 1951, il fonde avec Marco Ferreri le Documento Mensile, un « magazine filmé » d'histoires de films qui devait impliquer de nombreux écrivains et réalisateurs. Malgré la collaboration de réalisateurs de la trempe de Vittorio De Sica, Luchino Visconti, Michelangelo Antonioni et Alberto Moravia, le projet est un échec, à tel point que seuls trois numéros sont publiés.
Dès 1952, Riccardo Ghione entre dans l’industrie du cinéma en supervisant le scénario de Le Manteau (Il cappotto) d'Alberto Lattuada, produisant dès l’année suivante avec Marco Ferreri L'Amour à la ville, un film à six sketches réalisé par différents metteurs en scène dont Antonioni, Federico Fellini, Dino Risi et Cesare Zavattini. Le film, co-produit par ce dernier, était censé marquer un renouveau du néoréalisme. Le film marquera finalement plutôt la fin du genre.
En 1956, il commence sa carrière de scénariste avec le film Fiesta Brava réalisé par Vittorio Cottafavi, un projet resté inachevé et jamais présenté au public.
Mais c’est surtout comme scénariste qu’il se fait connaitre, dès l'année suivante, dans le genre très prisé de la comédie érotique italienne. Il contribue ainsi à la réalisation de dix-huit films entre 1959 et 2000.
Après avoir tourné en 1968 un documentaire qui n'a jamais été distribué, Il limbo, il réalise la même année La Révolution sexuelle, un film érotique avec Laura Antonelli inspiré des théories du sexologue autrichien Wilhelm Reich.
Son deuxième film À cœur froid aborde le thème de la contestation et du rejet d'une société fausse et déshumanisante.
Le troisième et dernier film de Ghione est Il prato macchiato di rosso (litt. « Le pré taché de rouge »), un film d'épouvante auquel participe le chanteur-compositeur Lucio Dalla dans le rôle d'un clochard.
Il termine sa carrière en écrivant le scénario de son dernier film en 2001, Il conte di Melissa.
Il est décédé en 2003 à l'âge de 81 ans.

## Filmographie

### Comme réalisateur
- 1968 : Il limbo, film inachevé
- 1968 : La Révolution sexuelle (La rivoluzione sessuale)
- 1971 : À cœur froid (A cuore freddo)
- 1973 : Il prato macchiato di rosso

### Comme scénariste
- 1952 : Le Manteau (Il cappotto) d'Alberto Lattuada (supervision du scénario)
- 1956 : Fiesta Brava, film inachevé de Vittorio Cottafavi
- 1958 : Un giorno in Europa, documentaire d'Emilio Marsili
- 1959 : Il raccomandato di ferro (it) de Marcello Baldi
- 1960 : Fontana di Trevi de Carlo Campogalliani
- 1968 : Le Canard sera servi bien cuit (de) (Die Ente klingelt um halb acht) de Rolf Thiele
- 1968 : La Révolution sexuelle (La rivoluzione sessuale) de lui-même
- 1971 : À cœur froid (A cuore freddo) de lui-même
- 1973 : Il prato macchiato di rosso de lui-même
- 1984 : Les Plaisirs interdits (Fotografando Patrizia) de Salvatore Samperi
- 1985 : Scandaleuse Gilda (Scandalosa Gilda) de Gabriele Lavia
- 1986 : Sans scrupule (Senza scrupoli) de Tonino Valerii
- 1986 : La Bonne de Salvatore Samperi
- 1987 : Delizia (it) d'Aristide Massaccesi
- 1989 : Casa di piacere de Bruno Gaburro
- 1990 : Senza scrupoli 2 (it) de Carlo Ausino
- 1991 : Una donna da guardare (it) de Michele Quaglieri
- 1992 : Belle da morire de Riccardo Sesani
- 1993 : Journal d'un vice (Diario di un vizio) de Marco Ferreri
- 2000 : Il conte di Melissa (it) de Maurizio Anania

### Comme producteur
- 1951 : Notes sur un fait divers (Appunti su un fatto di cronaca) de Luchino Visconti
- 1953 : L'Amour à la ville (L'amore in città) de Federico Fellini, Michelangelo Antonioni, Alberto Lattuada, Carlo Lizzani, Francesco Maselli, Dino Risi et Cesare Zavattini